# خوسيه فرناندس
خوسيه فرناندس (بالبرتغالية: José Fernandes‏) هو دراج برتغالي، ولد في 30 أكتوبر 1995 في شنترين في البرتغال.

## وصلات خارجية
- خوسيه فيرنانديز على موقع أرشيف الدراجات (الإنجليزية)
- خوسيه فيرنانديز على موقع إحصائيات الدراجات الإحترافية (الإنجليزية)